# Polig (Cameles)
Polig és un poble del terme comunal de Cameles, a la comarca del Rosselló, de la Catalunya Nord.
Està situat en el sector central del terme comunal al qual pertany, a 1 quilòmetres al nord-est del cap comunal, Cameles, i a uns 750 m també, i al sud-est, de Vallcrosa.